# Estación Lobería
Lobería es una estación ferroviaria, ubicada en el Partido de Lobería, en la Provincia de Buenos Aires, hacia las estaciones de Altamirano, Lobería, Constitución y Necochea.
Ex F.C.S. (Ferrocarril Sud), hasta su nacionalización en la década del 40 bajo el gobierno de Perón. A partir de ese entonces comenzó a llamarse F.C.N.G.R.( Ferrocarril Nacional General San Martín). Con el derrocamiento del gobierno peronista por parte de la revolución libertadora del almirante Rojas y el general Aramburu pasó a llamarse F.C.G.R., tal como lo nombramos en nuestros días, al quitarle, curiosamente, la N. de Nacional.
La estación Lobería es una estación de empalme al entroncar ahí el ramal que proviene desde Tres Arroyos y constituye el corredor o línea Tres Arroyos - Tamangueyú. En realidad el empalme está ubicado unos 6,6 km. más al norte en el cabin denominado EMPALME LOBERÍA (km. 124,1 de la línea Tandíl - Necochea). En este punto el ramal que parte hacia el oeste es el que se dirige hacia Defferrari y Tres Arroyos, el que sigue su curso al norte es el que vá hacia Tandil (la vía principal).
Por tanto LOBERIA posee dos kilometrajes, en la línea TANDIL - NECOCHEA se halla en el kilómetro 131,5; en la línea o corredor TAMANGUEYÚ-TRES ARROYOS la estación Lobería se encuentra en el kilómetro 6,9 desde Tamangueyú, comienzo del ramal (o kilómetro 148,4 si se quiere poner como cabecera principal a Tres Arroyos, lo que sería más correcto).

## Servicios
Es una pequeña estación del ramal perteneciente al Ferrocarril General Roca, desde la estación Altamirano, ubicada en el Partido de Brandsen hasta ésta.
Hasta fines de los años 90 existió el tren "Brisas del Mar" que unía, al menos tres veces por semana, Constitución, Monte, Las Flores, Rauch, Tandil, Lobería y Quequén.